# Droga krajowa B243 (Niemcy)
Droga krajowa 243 (niem. Bundesstraße 243, B 243) – niemiecka droga krajowa przebiegająca  z północy na południowy wschód od skrzyżowania z drogą B1 w Hildesheim w Dolnej Saksonii do skrzyżowania z autostradą A38 na węźle Werther na przedmieściach Nordhausen w Turyngii.
Droga krajowa 243a (niem. Bundesstraße 243a, B 243a) przebiega z zachodu na wschód od skrzyżowania z drogą B243 w Bockenem stanowiąc 2 km łącznik z autostradą A7 na węźle Bockenem oraz południową obwodnicę miasta.